# Clasificación para el Campeonato Europeo Sub-17 de la UEFA 2015 (Ronda Élite)
La Clasificación para el Campeonato Europeo Sub-17 de la UEFA (Ronda Élite) 2015 fue el torneo que determina a las selecciones clasificadas al Campeonato Europeo Sub-17 de la UEFA 2015 a realizarse en Bulgaria en el año en mención. La competencia inició el 12 de marzo de 2015 y culminó el 26 de marzo del mismo año.
En esta ronda participan 32 equipos y clasifican a la siguiente ronda, los ganadores de los ocho grupos junto a Bulgaria, por ser el país anfitrión y los 7 mejores segundos en sus resultados ante los primeros y terceros.
El sorteo se realizó el 3 de diciembre de 2014 en Nyon, Suiza.

## Equipos participantes
| Eliminatorias |
| ------------- |
| Clasificación |

| Equipos participantes | Equipos participantes | Equipos participantes | Equipos participantes | Equipos participantes |
| --------------------- | --------------------- | --------------------- | --------------------- | --------------------- |
| Alemania              | Eslovaquia            | Inglaterra            | Polonia               |                       |
| Austria               | Eslovenia             | Irlanda               | Portugal              |                       |
| Azerbaiyán            | España                | Irlanda del Norte     | República Checa       |                       |
| Bélgica               | Francia               | Islandia              | Rumania               |                       |
| Bielorrusia           | Gales                 | Israel                | Rusia                 |                       |
| Bosnia y Herzegovina  | Georgia               | Italia                | Serbia                |                       |
| Croacia               | Grecia                | Noruega               | Suecia                |                       |
| Escocia               | Hungría               | Países Bajos          | Ucrania               |                       |

### Grupo 1
País anfitrión:  España
| Equipo  | Pts | PJ | PG | PE | PP | GF | GC | Dif |
| ------- | --- | -- | -- | -- | -- | -- | -- | --- |
| Francia | 7   | 3  | 2  | 1  | 0  | 9  | 2  | 7   |
| España  | 5   | 3  | 1  | 2  | 0  | 3  | 1  | 2   |
| Israel  | 4   | 3  | 1  | 1  | 1  | 2  | 1  | 1   |
| Suecia  | 0   | 3  | 0  | 0  | 3  | 1  | 11 | -10 |

| 20 de marzo de 2015, 12:00 | Francia      | 1:0 (0:0) | Israel | Estadio Municipal Guillermo Amor, Benidorm            |                                                       |
|                            | Boutobba 46' | Reporte   |        | Asistencia: 200 espectadores Árbitro(s): Irfan Peljto | Asistencia: 200 espectadores Árbitro(s): Irfan Peljto |

| 20 de marzo de 2015, 18:00 | España                     | 2:0 (2:0) | Suecia | Estadio Municipal Guillermo Amor, Benidorm                            |                                                                       |
|                            | Zalazar 30' · Villalba 33' | Reporte   |        | Asistencia: 1.600 espectadores Árbitro(s): Charalambos Kalogeropoulos | Asistencia: 1.600 espectadores Árbitro(s): Charalambos Kalogeropoulos |

| 22 de marzo de 2015, 12:00 | Suecia      | 1:7 (0:1) | Francia                                                               | Estadio Municipal Guillermo Amor, Benidorm                          |                                                                     |
|                            | Lidberg 44' | Reporte   | Edouard 1' 80' · Ikone 57' 59' 75' · Janvier 63' · Pelican 66' (pen.) | Asistencia: 300 espectadores Árbitro(s): Charalambos Kalogeropoulos | Asistencia: 300 espectadores Árbitro(s): Charalambos Kalogeropoulos |

| 22 de marzo de 2015, 18:00 | España | 0:0     | Israel | Estadio Municipal Guillermo Amor, Benidorm                 |                                                            |
|                            |        | Reporte |        | Asistencia: 2.000 espectadores Árbitro(s): Dumitru Muntean | Asistencia: 2.000 espectadores Árbitro(s): Dumitru Muntean |

| 25 de marzo de 2015, 18:00 | Francia   | 1:1 (0:0) | España      | Estadio Municipal Guillermo Amor, Benidorm                 |                                                            |
|                            | Samba 48' | Reporte   | Zalazar 59' | Asistencia: 2.500 espectadores Árbitro(s): Dumitru Muntean | Asistencia: 2.500 espectadores Árbitro(s): Dumitru Muntean |

| 25 de marzo de 2015, 18:00 | Israel                  | 2:0 (1:0) | Suecia | Campo municipal El Collao, Alcoy                      |                                                       |
|                            | Cohen 22' · Mahamid 71' | Reporte   |        | Asistencia: 400 espectadores Árbitro(s): Irfan Peljto | Asistencia: 400 espectadores Árbitro(s): Irfan Peljto |

### Grupo 2
País anfitrión:  Azerbaiyán
| Equipo     | Pts | PJ | PG | PE | PP | GF | GC | Dif |
| ---------- | --- | -- | -- | -- | -- | -- | -- | --- |
| Croacia    | 9   | 3  | 3  | 0  | 0  | 8  | 0  | 8   |
| Portugal   | 4   | 3  | 1  | 1  | 1  | 3  | 1  | 2   |
| Serbia     | 4   | 3  | 1  | 1  | 1  | 4  | 3  | 1   |
| Azerbaiyán | 0   | 3  | 0  | 0  | 3  | 0  | 11 | -11 |

| 17 de marzo de 2015, 10:00 | Portugal | 0:0     | Serbia | İsmət Qayıbov adına Bakıxanov qəsəbə Stadionu, Bakıxanov |                                                        |
|                            |          | Reporte |        | Asistencia: 300 espectadores Árbitro(s): Andrew Dallas   | Asistencia: 300 espectadores Árbitro(s): Andrew Dallas |

| 17 de marzo de 2015, 13:30 | Croacia                                | 4:0 (1:0) | Azerbaiyán | Bakcell Arena, Bakú                                      |                                                          |
|                            | Majić 23' 62' · Erlic 64' · Blečić 79' | Reporte   |            | Asistencia: 600 espectadores Árbitro(s): Demetris Masias | Asistencia: 600 espectadores Árbitro(s): Demetris Masias |

| 19 de marzo de 2015, 10:00 | Serbia | 0:3 (0:1) | Croacia                            | İsmət Qayıbov adına Bakıxanov qəsəbə Stadionu, Bakıxanov |                                                         |
|                            |        | Reporte   | Moro 6' · Brekalo 68' · Blečić 80' | Asistencia: 50 espectadores Árbitro(s): Dominik Ouschan  | Asistencia: 50 espectadores Árbitro(s): Dominik Ouschan |

| 19 de marzo de 2015, 13:30 | Portugal                    | 3:0 (3:0) | Azerbaiyán | Bakcell Arena, Bakú                                      |                                                          |
|                            | Gomes 13' 18' · Cassamã 36' | Reporte   |            | Asistencia: 200 espectadores Árbitro(s): Demetris Masias | Asistencia: 200 espectadores Árbitro(s): Demetris Masias |

| 22 de marzo de 2015, 13:30 | Croacia  | 1:0 (0:0) | Portugal | Tofiq Bəhramov adına Respublika stadionu, Bakú         |                                                        |
|                            | Moro 42' | Reporte   |          | Asistencia: 100 espectadores Árbitro(s): Andrew Dallas | Asistencia: 100 espectadores Árbitro(s): Andrew Dallas |

| 22 de marzo de 2015, 13:30 | Azerbaiyán | 0:4 (0:2) | Serbia                                                                   | Bakcell Arena, Bakú                                     |                                                         |
|                            |            | Reporte   | Todorović 20' · Stanisavljević 30' · Mehmedović 45' (pen.) · Panović 77' | Asistencia: 50 espectadores Árbitro(s): Dominik Ouschan | Asistencia: 50 espectadores Árbitro(s): Dominik Ouschan |

### Grupo 3
País anfitrión:  Países Bajos
| Equipo            | Pts | PJ | PG | PE | PP | GF | GC | Dif |
| ----------------- | --- | -- | -- | -- | -- | -- | -- | --- |
| Bélgica           | 7   | 3  | 2  | 1  | 0  | 8  | 0  | 8   |
| Países Bajos      | 5   | 3  | 1  | 2  | 0  | 3  | 1  | 2   |
| Georgia           | 3   | 3  | 1  | 0  | 2  | 4  | 8  | -4  |
| Irlanda del Norte | 1   | 3  | 0  | 1  | 2  | 3  | 9  | -6  |

| 12 de marzo de 2015, 16:00 | Bélgica                                             | 4:0 (3:0) | Irlanda del Norte | Sportpark Walburgen, Gendt                           |                                                      |
|                            | Van Vaerenbergh 15' 25' · Azzaoui 44' · Daneels 74' | Reporte   |                   | Asistencia: 250 espectadores Árbitro(s): Fábio Costa | Asistencia: 250 espectadores Árbitro(s): Fábio Costa |

| 12 de marzo de 2015, 19:00 | Países Bajos                   | 2:0 (1:0) | Georgia | Sportpark Zuideinderpark, Schijndel                  |                                                      |
|                            | Robertha 10' · Fosu-Mensah 49' | Reporte   |         | Asistencia: 803 espectadores Árbitro(s): Adam Farkas | Asistencia: 803 espectadores Árbitro(s): Adam Farkas |

| 14 de marzo de 2015, 14:00 | Georgia | 0:4 (0:2) | Bélgica                                                             | Sportpark Zuideinderpark, Schijndel                  |                                                      |
|                            |         | Reporte   | Ademoglu 17' (pen.) · Van Vaerenbergh 21' · Mangala 64' · Thuys 74' | Asistencia: 300 espectadores Árbitro(s): Adam Farkas | Asistencia: 300 espectadores Árbitro(s): Adam Farkas |

| 14 de marzo de 2015, 17:00 | Países Bajos      | 1:1 (1:0) | Irlanda del Norte | Sportpark Walburgen, Gendt                          |                                                     |
|                            | Gordon 28' (a.g.) | Reporte   | Lavery 73'        | Asistencia: 850 espectadores Árbitro(s): Milan Ilić | Asistencia: 850 espectadores Árbitro(s): Milan Ilić |

| 17 de marzo de 2015, 19:00 | Bélgica | 0:0     | Países Bajos | Sportpark Zuideinderpark, Schijndel                    |                                                        |
|                            |         | Reporte |              | Asistencia: 1.400 espectadores Árbitro(s): Fábio Costa | Asistencia: 1.400 espectadores Árbitro(s): Fábio Costa |

| 17 de marzo de 2015, 19:00 | Irlanda del Norte       | 2:4 (0:2) | Georgia                                        | Sportpark Walburgen, Gendt                          |                                                     |
|                            | Lavery 60' · King 80+3' | Reporte   | Bughridze 6' · Arabidze 33' 48' · Gvasalia 75' | Asistencia: 125 espectadores Árbitro(s): Milan Ilić | Asistencia: 125 espectadores Árbitro(s): Milan Ilić |

### Grupo 4
País anfitrión:  Polonia
| Equipo      | Pts | PJ | PG | PE | PP | GF | GC | Dif |
| ----------- | --- | -- | -- | -- | -- | -- | -- | --- |
| Grecia      | 5   | 3  | 1  | 2  | 0  | 3  | 2  | 1   |
| Irlanda     | 4   | 3  | 1  | 1  | 1  | 5  | 4  | 1   |
| Bielorrusia | 4   | 3  | 1  | 1  | 1  | 3  | 3  | 0   |
| Polonia     | 3   | 3  | 1  | 0  | 2  | 1  | 3  | -2  |

| 21 de marzo de 2015, 12:00 | Irlanda                         | 2:2 (0:0) | Grecia                         | Stadion Amiki Wronki, Wronki                            |                                                         |
|                            | Clarke 60' · Barrett 73' (pen.) | Reporte   | Kirtzialidis 50' · Limnios 51' | Asistencia: 100 espectadores Árbitro(s): Orxan Mämmädov | Asistencia: 100 espectadores Árbitro(s): Orxan Mämmädov |

| 21 de marzo de 2015, 17:30 | Polonia | 0:2 (0:1) | Bielorrusia      | Stadion Dyskobolii Grodzisk, Grodzisk Wielkopolski       |                                                          |
|                            |         | Reporte   | Belezyak 28' 75' | Asistencia: 423 espectadores Árbitro(s): Srđan Jovanović | Asistencia: 423 espectadores Árbitro(s): Srđan Jovanović |

| 23 de marzo de 2015, 12:00 | Bielorrusia | 1:3 (0:1) | Irlanda                      | Stadion Amiki Wronki, Wronki                             |                                                          |
|                            | Bakhar 44'  | Reporte   | Aherne 32' 77' · Barrett 42' | Asistencia: 101 espectadores Árbitro(s): Srđan Jovanović | Asistencia: 101 espectadores Árbitro(s): Srđan Jovanović |

| 23 de marzo de 2015, 18:00 | Polonia | 0:1 (0:1) | Grecia      | Stadion Dyskobolii Grodzisk, Grodzisk Wielkopolski         |                                                            |
|                            |         | Reporte   | Tsingos 25' | Asistencia: 784 espectadores Árbitro(s): Giorgi Kruashvili | Asistencia: 784 espectadores Árbitro(s): Giorgi Kruashvili |

| 26 de marzo de 2015, 18:00 | Irlanda | 0:1 (0:1) | Polonia         | Stadion Groclinu Dyskobolii, Grodzisk Wielkopolski      |                                                         |
|                            |         | Reporte   | Kaczmarczyk 10' | Asistencia: 400 espectadores Árbitro(s): Orxan Mämmädov | Asistencia: 400 espectadores Árbitro(s): Orxan Mämmädov |

| 26 de marzo de 2015, 18:00 | Grecia | 0:0     | Bielorrusia | Stadion Amiki Wronki, Wronki                              |                                                           |
|                            |        | Reporte |             | Asistencia: 30 espectadores Árbitro(s): Giorgi Kruashvili | Asistencia: 30 espectadores Árbitro(s): Giorgi Kruashvili |

### Grupo 5
País anfitrión:  Rusia
| Equipo   | Pts | PJ | PG | PE | PP | GF | GC | Dif |
| -------- | --- | -- | -- | -- | -- | -- | -- | --- |
| Austria  | 7   | 3  | 2  | 1  | 0  | 5  | 3  | 2   |
| Rusia    | 5   | 3  | 1  | 2  | 0  | 5  | 1  | 4   |
| Gales    | 4   | 3  | 1  | 1  | 1  | 3  | 3  | 0   |
| Islandia | 0   | 3  | 0  | 0  | 3  | 0  | 6  | -6  |

| 21 de marzo de 2015, 13:00 | Austria          | 1:0 (1:0) | Islandia | Stadion Akademii FK Krasnodar, Krasnodar                 |                                                          |
|                            | Filip 17' (pen.) | Reporte   |          | Asistencia: 300 espectadores Árbitro(s): Nicolas Laforge | Asistencia: 300 espectadores Árbitro(s): Nicolas Laforge |

| 21 de marzo de 2015, 17:00 | Rusia | 0:0     | Gales | Stadion Akademii FK Krasnodar, Krasnodar                  |                                                           |
|                            |       | Reporte |       | Asistencia: 1.500 espectadores Árbitro(s): Sandro Schärer | Asistencia: 1.500 espectadores Árbitro(s): Sandro Schärer |

| 23 de marzo de 2015, 13:00 | Austria                      | 3:2 (2:0) | Gales                    | Stadion Akademii FK Krasnodar, Krasnodar               |                                                        |
|                            | Danso 37' 40' · Ramadani 58' | Reporte   | Harris 75' · Roberts 78' | Asistencia: 150 espectadores Árbitro(s): Ali Palabiyik | Asistencia: 150 espectadores Árbitro(s): Ali Palabiyik |

| 23 de marzo de 2015, 17:00 | Islandia | 0:4 (0:1) | Rusia                                            | Stadion Akademii FK Krasnodar, Krasnodar                 |                                                          |
|                            |          | Reporte   | Lomovitski 18' · Bragin 57' · Makhatadze 74' 79' | Asistencia: 900 espectadores Árbitro(s): Nicolas Laforge | Asistencia: 900 espectadores Árbitro(s): Nicolas Laforge |

| 26 de marzo de 2015, 17:00 | Rusia                 | 1:1 (0:0) | Austria     | Stadion Akademii FK Krasnodar, Krasnodar                 |                                                          |
|                            | Makhatadze 66' (pen.) | Reporte   | Sahanek 75' | Asistencia: 1.400 espectadores Árbitro(s): Ali Palabiyik | Asistencia: 1.400 espectadores Árbitro(s): Ali Palabiyik |

| 26 de marzo de 2015, 17:00 | Gales       | 1:0 (1:0) | Islandia | Stadion Kuban, Krasnodar                                |                                                         |
|                            | Roberts 19' | Reporte   |          | Asistencia: 100 espectadores Árbitro(s): Sandro Schärer | Asistencia: 100 espectadores Árbitro(s): Sandro Schärer |

### Grupo 6
País anfitrión:  Inglaterra
| Equipo     | Pts | PJ | PG | PE | PP | GF | GC | Dif |
| ---------- | --- | -- | -- | -- | -- | -- | -- | --- |
| Inglaterra | 9   | 3  | 3  | 0  | 0  | 8  | 3  | 5   |
| Eslovenia  | 6   | 3  | 2  | 0  | 1  | 5  | 3  | 2   |
| Noruega    | 3   | 3  | 1  | 0  | 2  | 3  | 4  | -1  |
| Rumania    | 0   | 3  | 0  | 0  | 3  | 1  | 7  | -6  |

| 21 de marzo de 2015, 15:00 | Inglaterra                            | 3:1 (1:1) | Noruega  | Pirelli Stadium, Staffordshire                      |                                                     |
|                            | Wright 3' · Collinge 57' · Ndukwu 62' | Reporte   | Risa 11' | Asistencia: 650 espectadores Árbitro(s): Erez Papir | Asistencia: 650 espectadores Árbitro(s): Erez Papir |

| 21 de marzo de 2015, 19:00 | Rumania | 0:3 (0:3) | Eslovenia                     | The Sperrin Brewery Stadium, Warwickshire               |                                                         |
|                            |         | Reporte   | Mlakar 2' 40' · Sredojeviç 5' | Asistencia: 215 espectadores Árbitro(s): Roomer Tarajev | Asistencia: 215 espectadores Árbitro(s): Roomer Tarajev |

| 23 de marzo de 2015, 15:00 | Noruega                            | 2:0 (2:0) | Rumania | The Sperrin Brewery Stadium, Warwickshire               |                                                         |
|                            | Szabolcs 20' (a.g.) · Grødem 40+2' | Reporte   |         | Asistencia: 107 espectadores Árbitro(s): Roomer Tarajev | Asistencia: 107 espectadores Árbitro(s): Roomer Tarajev |

| 23 de marzo de 2015, 19:00 | Inglaterra                                | 3:1 (3:0) | Eslovenia  | Proact Stadium, Derbyshire                                               |                                                                          |
|                            | Oxford 20' · Holland 36' · Rom 38' (a.g.) | Reporte   | Mlakar 65' | Asistencia: 3.126 espectadores Árbitro(s): Vilhjálmur Alvar Thórarinsson | Asistencia: 3.126 espectadores Árbitro(s): Vilhjálmur Alvar Thórarinsson |

| 26 de marzo de 2015, 19:00 | Rumania   | 1:2 (1:1) | Inglaterra  | Pirelli Stadium, Staffordshire                      |                                                     |
|                            | Petre 13' | Reporte   | Ugbo 7' 54' | Asistencia: 452 espectadores Árbitro(s): Erez Papir | Asistencia: 452 espectadores Árbitro(s): Erez Papir |

| 26 de marzo de 2015, 19:00 | Eslovenia  | 1:0 (0:0) | Noruega | St George's Park National Football Centre, Staffordshire              |                                                                       |
|                            | Mlakar 46' | Reporte   |         | Asistencia: 75 espectadores Árbitro(s): Vilhjálmur Alvar Thórarinsson | Asistencia: 75 espectadores Árbitro(s): Vilhjálmur Alvar Thórarinsson |

### Grupo 7
País anfitrión:  Hungría
| Equipo               | Pts | PJ | PG | PE | PP | GF | GC | Dif |
| -------------------- | --- | -- | -- | -- | -- | -- | -- | --- |
| República Checa      | 7   | 3  | 2  | 1  | 0  | 4  | 2  | 2   |
| Escocia              | 4   | 3  | 1  | 1  | 1  | 2  | 1  | 1   |
| Bosnia y Herzegovina | 4   | 3  | 1  | 1  | 1  | 4  | 5  | -1  |
| Hungría              | 1   | 3  | 0  | 1  | 2  | 1  | 3  | -2  |

| 20 de marzo de 2015, 14:00 | Escocia                   | 2:0 (0:0) | Bosnia y Herzegovina | Grosics Gyula Stadion, Tatabánya                          |                                                           |
|                            | Morrison 49' · Harvie 70' | Reporte   |                      | Asistencia: 100 espectadores Árbitro(s): Adrian Azzopardi | Asistencia: 100 espectadores Árbitro(s): Adrian Azzopardi |

| 20 de marzo de 2015, 16:30 | República Checa | 1:0 (0:0) | Hungría | Globall Football Park, Telki                               |                                                            |
|                            | Šašinka 66'     | Reporte   |         | Asistencia: 300 espectadores Árbitro(s): Mohammed Al Hakim | Asistencia: 300 espectadores Árbitro(s): Mohammed Al Hakim |

| 22 de marzo de 2015, 14:00 | República Checa                         | 2:2 (0:0) | Bosnia y Herzegovina             | Grosics Gyula Stadion, Tatabánya                        |                                                         |
|                            | Šašinka 44' (pen.) · Žežulka 73' (pen.) | Reporte   | Mustedanagić 69' · Miletić 80+1' | Asistencia: 100 espectadores Árbitro(s): Denis Izmailov | Asistencia: 100 espectadores Árbitro(s): Denis Izmailov |

| 22 de marzo de 2015, 16:00 | Hungría | 0:0     | Escocia | Globall Football Park, Telki                              |                                                           |
|                            |         | Reporte |         | Asistencia: 250 espectadores Árbitro(s): Adrian Azzopardi | Asistencia: 250 espectadores Árbitro(s): Adrian Azzopardi |

| 25 de marzo de 2015, 14:00 | Escocia | 0:1 (0:1) | República Checa | Grosics Gyula Stadion, Tatabánya                          |                                                           |
|                            |         | Reporte   | Šašinka 13'     | Asistencia: 50 espectadores Árbitro(s): Mohammed Al Hakim | Asistencia: 50 espectadores Árbitro(s): Mohammed Al Hakim |

| 25 de marzo de 2015, 14:00 | Bosnia y Herzegovina               | 2:1 (1:0) | Hungría      | Globall Football Park, Telki                            |                                                         |
|                            | Demirović 37' · Mustedanagić 80+3' | Reporte   | Dragóner 65' | Asistencia: 250 espectadores Árbitro(s): Denis Izmailov | Asistencia: 250 espectadores Árbitro(s): Denis Izmailov |

### Grupo 8
País anfitrión:  Alemania
| Equipo     | Pts | PJ | PG | PE | PP | GF | GC | Dif |
| ---------- | --- | -- | -- | -- | -- | -- | -- | --- |
| Alemania   | 7   | 3  | 2  | 1  | 0  | 8  | 2  | 6   |
| Italia     | 7   | 3  | 2  | 1  | 0  | 5  | 2  | 3   |
| Eslovaquia | 3   | 3  | 1  | 0  | 2  | 2  | 6  | -4  |
| Ucrania    | 0   | 3  | 0  | 0  | 3  | 1  | 6  | -5  |

| 21 de marzo de 2015, 11:00 | Alemania                                | 3:0 (0:0) | Eslovaquia | Stadion der Stadt Wetzlar, Wetzlar                       |                                                          |
|                            | Eggestein 45' 72' · Passlack 51' (pen.) | Reporte   |            | Asistencia: 2.050 espectadores Árbitro(s): Alain Durieux | Asistencia: 2.050 espectadores Árbitro(s): Alain Durieux |

| 21 de marzo de 2015, 16:00 | Italia     | 1:0 (1:0) | Ucrania | Stadion der Stadt Wetzlar, Wetzlar                         |                                                            |
|                            | Llamas 29' | Reporte   |         | Asistencia: 320 espectadores Árbitro(s): Ola Hobber Nilsen | Asistencia: 320 espectadores Árbitro(s): Ola Hobber Nilsen |

| 23 de marzo de 2015, 11:00 | Alemania                             | 3:0 (1:0) | Ucrania | Georg-Gaßmann-Stadion, Marburgo                         |                                                         |
|                            | Passlack 12' · Gül 68' · Schmidt 74' | Reporte   |         | Asistencia: 3.128 espectadores Árbitro(s): Tim Marshall | Asistencia: 3.128 espectadores Árbitro(s): Tim Marshall |

| 23 de marzo de 2015, 16:00 | Eslovaquia | 0:2 (0:0) | Italia          | Georg-Gaßmann-Stadion, Marburgo                        |                                                        |
|                            |            | Reporte   | Cutrone 48' 76' | Asistencia: 325 espectadores Árbitro(s): Alain Durieux | Asistencia: 325 espectadores Árbitro(s): Alain Durieux |

| 26 de marzo de 2015, 11:00 | Italia                | 2:2 (2:1) | Alemania             | Stadion der Stadt Wetzlar, Wetzlar                           |                                                              |
|                            | Llamas 24' · Faso 31' | Reporte   | Gül 14' · Sağlam 77' | Asistencia: 6.500 espectadores Árbitro(s): Ola Hobber Nilsen | Asistencia: 6.500 espectadores Árbitro(s): Ola Hobber Nilsen |

| 26 de marzo de 2015, 11:00 | Ucrania       | 1:2 (0:1) | Eslovaquia            | Georg-Gaßmann-Stadion, Marburgo                      |                                                      |
|                            | Dubinchak 79' | Reporte   | Varga 38' · Šimko 66' | Asistencia: 50 espectadores Árbitro(s): Tim Marshall | Asistencia: 50 espectadores Árbitro(s): Tim Marshall |

## Ranking de los segundos puestos
Los 7 mejores segundos lugares de los 8 grupos pasarán a la siguiente ronda junto a los ganadores de cada grupo. (No incluye el partido de cada 2º clasificado contra el 4º clasificado de cada grupo).
| Grp | Equipo       | PJ | PG | PE | PP | GF | GC | DG | Pts |
| --- | ------------ | -- | -- | -- | -- | -- | -- | -- | --- |
| 4   | Irlanda      | 2  | 1  | 1  | 0  | 5  | 3  | 2  | 4   |
| 8   | Italia       | 2  | 1  | 1  | 0  | 4  | 2  | 2  | 4   |
| 3   | Países Bajos | 2  | 1  | 1  | 0  | 2  | 0  | 2  | 4   |
| 7   | Escocia      | 2  | 1  | 0  | 1  | 2  | 1  | 1  | 3   |
| 6   | Eslovenia    | 2  | 1  | 0  | 1  | 2  | 3  | -1 | 3   |
| 1   | España       | 2  | 0  | 2  | 0  | 1  | 1  | 0  | 2   |
| 5   | Rusia        | 2  | 0  | 2  | 0  | 1  | 1  | 0  | 2   |
| 2   | Portugal     | 2  | 0  | 1  | 1  | 0  | 1  | -1 | 1   |